# Cuevas del Almanzora
Cuevas del Almanzora község Spanyolországban, Almería tartományban. Lakosainak száma 15 246 fő (2024).

## Földrajza
Cuevas del Almanzora Vera, Antas, Huércal-Overa és Pulpí községekkel határos.

## Testvértelepülések
- Saintes

## Népesség
A település lakosságának változását az alábbi diagram mutatja:
| Lakosok száma | 10 155 | 11 001 | 11 422 | 13 025 | 13 148 | 13 737 | 13 362 | 14 081 | 14 623 | 15 246 |
|               | 2001   | 2004   | 2006   | 2009   | 2011   | 2014   | 2016   | 2019   | 2021   | 2024   |